# 안재환 (1898년)
안재환(安載煥, 1898년 11월 25일 ~ 1977년 5월 11일)은 일제강점기의 항일 운동가이다. 다른 이름으로 안지청(安志靑)이 있다.

## 생애
평안남도 안주군 출신이다. 중국으로 망명하며 우한에 설치된 황푸군관학교 우한분교에서 훈련을 받았다. 우창에서 1924년에 우한한인혁명청년회를 결성하였다.
1927년에는 유자명 등과 함께 난징에서 여러 민족이 연합한 동방피압박민족연합회를 조직하였다. 안재환은 이 단체의 한국부 상무를 맡았으며, 기관지 《동방민족》을 발간하였다. 《동방민족》은 한국어와 중국어, 영어로 발행되었다.
1929년에 난징에서 민병길, 신익희, 김홍일 등이 조직한 한국혁명당에 참여하였다. 한국혁명당 산하에 무력 단체인 철혈단이 조직되었는데, 안재환이 단장을 맡고 기관지 《우리길》을 발행하였다. 1933년에 김규식 주도로 결성된 한국대일전선통일동맹에는 남경한교회 간부로서 참여하였다.
1935년에 낙양군관학교를 졸업하고 군 간부를 양성하는 일에 종사하였고, 같은 해 난징에서 민족혁명당이 출범하였을 때 실무를 맡았다. 1937년에는 민족혁명당 상해특별지부장으로 상하이에서 활동하였다. 그해 연말에 체포되어 평양으로 압송되었다가 탈출하여 1943년에 다시 대한민국 임시정부에 합류하였다.
1963년에 건국훈장 독립장을 수여받았다. 유신헌법을 반대하는 1974년의 민주회복국민선언에 독립유공자를 대표하여 참여한 바 있다.

## 참고자료
- 안재환 : 독립유공자 공훈록 - 국가보훈처